# 曹髦
曹 髦（そう ぼう）は、三国時代の魏の第4代皇帝。
少帝髦、廃帝髦、高貴郷公髦とも称される。

## 生涯
文帝曹丕の孫で、東海定王曹霖の子であり、兄に曹啓がいる。『晋書』景帝紀によれば、少帝芳の廃位後、司馬師の反対を押し切って郭太后が皇帝に推したという。
『三国志』によると、曹髦の才能は幼い頃から抜きん出ていたという。孫盛『魏氏春秋』によると、司馬師が密かに人物評を鍾会に訊ね、鍾会は「才能は陳思王と同じほど、武勇は太祖に似ておられます」と評した。また、『晋書』華表伝によると、石苞は曹髦を盛んに褒め立て、やはり魏武（魏の武帝＝曹操）の生まれ変わりだと絶賛したが、周囲の者は石苞の態度に冷や汗をかいていたという。
次第に衰運が明らかとなる魏朝を再興させる望みを託されて即位した。群臣と論議することを好み、彼がまだ16歳の時に過去の帝王・皇帝の優劣について荀顗らと論じたという記録が残っている。奇しくも曹髦が評価したのは、滅亡寸前の夏王朝を建て直した少康であり、彼の臣下が推したのは漢の高祖であった。論戦には勝った旨が記されているが、魏の衰運を押しとどめることはついに叶わなかった。
傅暢の『晋諸公賛』によると、曹髦はよく王沈（曹髦に「文籍先生」と呼ばれた）・裴秀（曹髦に「儒林丈人」と呼ばれた）・司馬望・鍾会（この二人も号を持っていたが、伝わっていない）らと東御殿で気楽な討論会を行い、文学論を書いた。曹髦はせっかちな性格で、人を召集する時にはすぐ来ることを望んだ。他の側近と違い、司馬望は宮中の職ではなかったので、すぐに来ることができなかった。そこで、特別に追鋒車と虎賁の兵卒5人を与え、集会があるたびに、司馬望は車を勢いよく走らせてやって来た。
曹芳以来、魏は司馬師・司馬昭が専権するところとなっており、皇帝は傀儡であった。諸葛誕が反乱を起こした際は、（洛陽でのクーデターを警戒した）司馬昭に奉戴される形で、皇太后とともに親征して鎮圧した。『晋書』義陽成王望（司馬望）伝によると、群臣は曹髦に目通りすることもできず、実権は司馬氏に帰していた。また、このころ、井戸の中で龍が目撃されたという報告が相次いだ。『漢晋春秋』によると、曹髦は吉祥と考えた周囲を退け、「龍は君主の徳（をあらわすもの）だ。上には天の中におらず、下には田の中にいないのは、いい兆しとは言えない」と否定した。そして、自らの徳のなさを風刺した『潜龍』と題する詩を詠み、司馬昭はこれを読んで不愉快に思った。
甘露5年（260年）5月7日、曹髦は側近の王業・王沈・王経に「司馬昭の心は、道行く人でも皆知っている（司馬昭之心、路人皆知也）。朕はこのまま廃位の恥辱を受ける事はできない。今日こそ卿らと共に打って出よう」と打ち明けた。王経は、司馬氏が強大になって久しく、皇帝の宿衛（近衛兵）の欠員も埋まらない状況での無謀さを諫めたが、曹髦は自ら剣を手に、李昭・焦伯ら数百人の召使いを率いて挙兵した。しかし、王業・王沈が密告したため、既に司馬昭の懐刀である賈充が、軍勢と共に待ち受けていた。しかし、誰も天子を畏れて斬りかかろうとしなかった。賈充は部下たちに「司馬公がお前たちを養ってこられたのは、まさに今日のためである」と叱咤し、罪に問わないと約束した上で曹髦を殺害させた（甘露の変）。『晋書』文帝紀では「太子舎人成済、戈を抽きて蹕（さきばらい）を犯し、之を刺すに、刃は背より出で、天子は車中に崩ず」とある。
結局、司馬昭は実行犯の成済に全責任を押しつけ、一族諸共処刑してしまった。成済は処刑直前、門の屋根に登り司馬昭や賈充を罵ったという話も伝わる。また、ただ一人密告しなかった王経も、老母共々処刑された。一方、賈充は全く罪に問われなかった。
『魏氏春秋』によると、曹髦の暗殺を聞いた太傅の司馬孚と尚書僕射の陳泰は、若い皇帝の遺体を膝に乗せて哭礼を行ったという。そこへ、当の司馬昭が参内し、陳泰は彼に向かって泣いた。司馬昭は密室に陳泰を連れ込み、これからどうしたらよいか方策を聞いた。陳泰は「殺害を命じた賈充を腰斬に処すくらいしか、天下に謝罪する方法はありません」と言い、譲歩を訴える司馬昭に対して「私が申し上げるのはこれだけです。他の策など存じません」と譲らなかったという。
公式発表では曹髦が皇太后の殺害を企て、その宮殿に乗り込まんとして、逆に衛兵に殺害されたとしたために、葬儀は当初は庶民として扱う旨の命令が出されていた。司馬孚はこれを聞くと自ら皇太后に談判し、その結果王の格式で葬儀を行うことになった。また臣下たちが喪に服すると太常の王祥は号泣慟哭して「私めの無力のせいでございます」と言ったため、周囲は皆恥じ入ったという。
このあたり、陳寿の筆致は晋の史家だったためか、事実をそのままは伝えていない。5月7日に高貴郷公が卒（卒去）したという一文の後、真実そのような事があったとも思えない皇太后殺害未遂という公式発表、司馬孚らの葬儀に対する言上を続けているのみである。また、皇帝の死を意味する「崩（崩御）」ではなく、それより軽い表現である「卒」を用いており、また死去の場所を書かないことで、事態の異常さを間接的に表現している。事実は裴松之による註により補われた。
著作集として『高貴郷公集』4巻がまとめられていたが、隋代には既に失われており、現存するのは裴松之注などに引かれたごく一部である。また、詩は2篇が断片的に残るのみである。
子供がいた記録はないが、唐代の画家である曹覇は曹髦の子孫を称している。張彦遠『歴代名画記』では、曹覇と共に曹髦もまた、絵の達人としてたたえられている（作品は現存せず）。また、中華人民共和国で曹操70世、曹髦67世の子孫を称する曹祖義は、2011年に他の曹氏の末裔を称する人々と共にY染色体鑑定を受けた結果、曹操の男系子孫と考えられるタイプと一致したという。

## 略歴
- 244年、高貴郷公に封ぜられる。
- 254年、曹芳の廃立に伴い、司馬師によって帝位につけられた。司馬師は曹拠を擁立しようとしたが、皇太后が曹髦を勧めたので、これに譲歩した。
- 255年、毌丘倹と文欽が司馬師の専横に対して反乱を起こした。同年、司馬師が死去し、弟の司馬昭が後を継いだ。曹髦はこれを機に司馬昭を許昌に留め置き、その軍勢は洛陽に向かわせるように命じ、兵権を奪おうとした[3]。しかし、軍勢の洛陽への移送を命じられた傅嘏はこれに従わず司馬昭に味方したため失敗。司馬昭を大将軍・録尚書事とした[4]。
- 256年、司馬昭に大都督の称号を付加した。
- 257年、諸葛誕が司馬昭に対して反乱を起こした。（～258年）
- 258年春2月、寿春で諸葛誕が斬られた。息子の諸葛靚は呉に亡命した。夏5月、司馬昭を相国・晋公に封じ、九錫を授けたが、司馬昭は辞退した。これは曹髦の意志ではなく、簒奪を視野に入れた司馬昭の差し金である。司馬昭は機が熟していないと見て、辞退したのである。
- 260年夏4月、再び司馬昭を相国・晋公に封じ、九錫を授けた。翌5月7日、曹髦は司馬一族の専横に対して兵を挙げ、手持ちの兵はほとんどなく、自ら剣を振るって戦うが殺害されてしまう。齢20歳。